# لاسداريوس دان
لاسداريوس دان (بالإنجليزية: LaceDarius Dunn)‏ مواليد 5 سبتمبر 1987 في مونرو، هو لاعب كرة سلة أمريكي. بدأ مسيرته الاحترافية في سنة 2011. يبلغ طوله 6 قدم 4 بوصة (1.9 م).

## المسيرة الاحترافية
لعب مع بنفيكا لكرة السلة في موسم 2012–2013، ثم لعب مع نادي كشالين لكرة السلة في موسم 2013–2014، ثم لعب مع نادي بريشتينا لكرة السلة في موسم 2015–2016.

## روابط خارجية
- لاسداريوس دان على موقع كرة السلة الأوروبية.كوم (الإنجليزية)
- لاسداريوس دان على موقع DraftExpress.com (الإنجليزية)
- لاسداريوس دان على موقع كلية كرة السلة في سبورتس رفرنس.كوم (الإنجليزية)
- لاسداريوس دان على موقع ريلجم (الإنجليزية)
- لاسداريوس دان على موقع بروبوليرز (الإنجليزية)